# Чан'ань

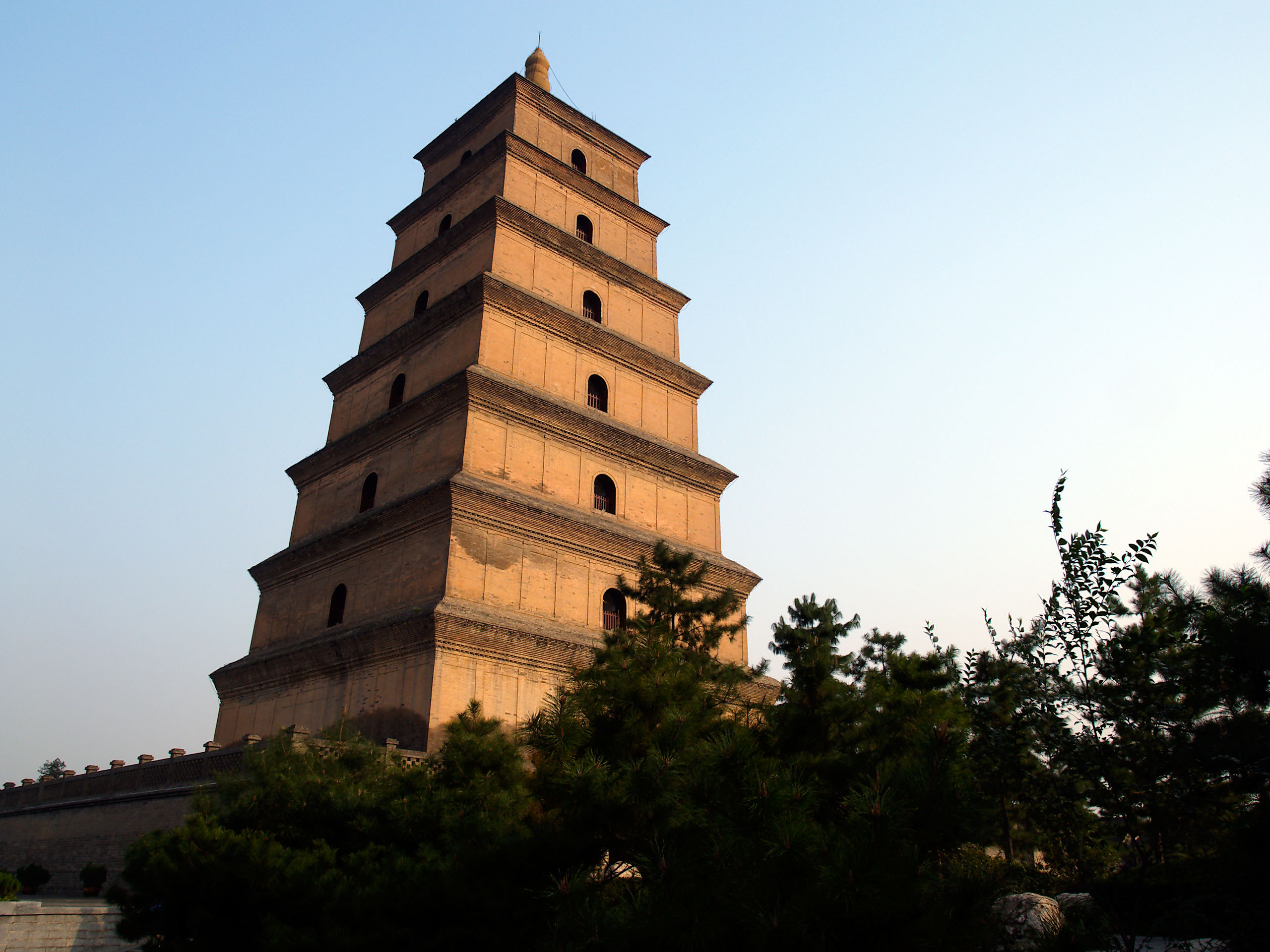
Велика пагода диких гусей у Чан'ані

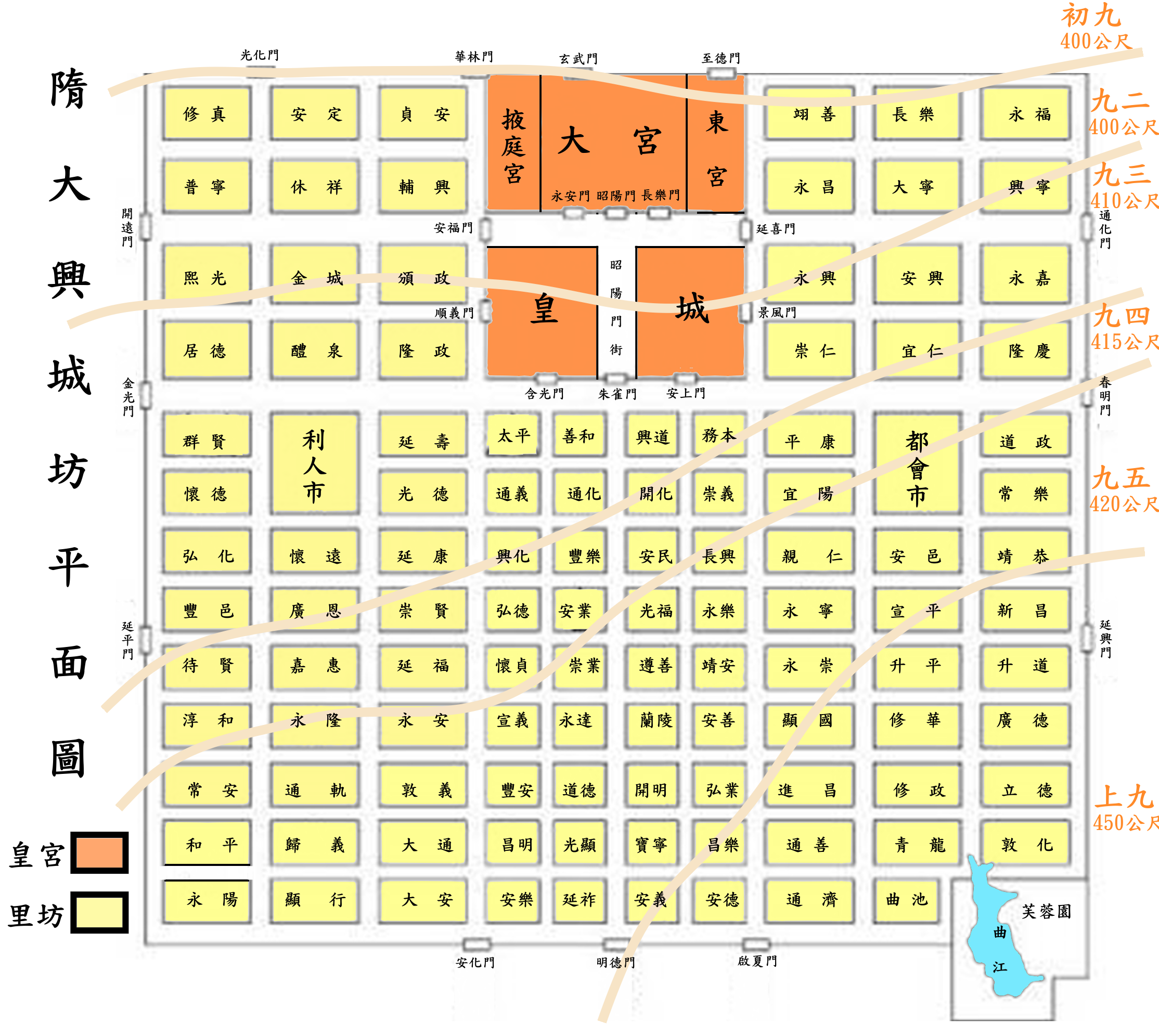
План міста

Чан'ань (кит. трад. 長安, спр. 长安, піньїнь Cháng'ān, «вічний спокій») — колишнє місто в Китаї, стародавня столиця декількох китайських держав. Розташоване на території провінції Шеньсі, в центрі КНР. Відоме також як Західна або Верхня столиця на противагу місту Лояну.

## Історія
Територія Чан'аню заселена з неоліту. Околиці міста були одним з центрів археологічної культури Яншао. В часи існування династії Цінь у північних окресах Чан'аню було засновано столицю Сяньян, в якій знаходився імператорський двір правителя Цінь Ши Хуанді, а також підземний мавзолей з величезною теракотовою армією. Це міське поселення продовжувало існувати і в період існування династії Хань.
У добу династії Тан розрізнені містечка Чан'аню були об'єднані у єдине ціле місто. Воно отримало назву «Чан'ань» і стало столицею династії. Місто нагадувало по формі прямокутник, розбитий на рівновеликі квартали на зразок шахової дошки. Населення Чан'аню у середині 8 століття становило понад 1 мільйон осіб і було найбільшим урбанізованим центром тогочасного світу. Місто було укріплене високими і товстими цегляними стінами.
Планування Чан'аню справило великий вплив на будівництво столиць сусідніх держав — Нари та Кіото в Японії та Шанцзіня в Бохаї.
В часи існування династії Мін столиця була перенесена до Пекіна, а Чан'ань перейменовано у Сіань. Під цією назвою він залишається відомим по сьогодні на більшості карт світу.